# MLS Cup
De MLS Cup is de jaarlijkse eindstrijd van de Major League Soccer en het hoogtepunt van de MLS Cup Playoffs. De wedstrijd wordt gespeeld door de winnaar van de Eastern Conference playoffs en de Western Conference playoffs.
De finale wordt gehouden in november of december en de winnaar vertegenwoordigt de Verenigde Staten en/of Canada samen met de winnaar (of runner-up indien dit hetzelfde team is) van de MLS Supporters' Shield in de CONCACAF Champions League. De winnaar draagt een jaar lang de titel League Champion.
De eerste editie werd gehouden op 20 oktober 1996. D.C. United nam het hierin op tegen LA Galaxy en wist de wedstrijd met 3-2 te winnen. LA Galaxy is het meest succesvolle team in de geschiedenis van de MLS Cup, met een record van de vijfde titel in 2014.

## Finales
| Seizoen | Datum       | Winnaar                  | Uitslag            | Verliezer              | Stadion                                     | Toe.   |      |            |             |              |           |                                 |        |
| ------- | ----------- | ------------------------ | ------------------ | ---------------------- | ------------------------------------------- | ------ | ---- | ---------- | ----------- | ------------ | --------- | ------------------------------- | ------ |
| Seizoen | Datum       | Winnaar                  | Uitslag            | Verliezer              | Stadion                                     | Toe.   | 1996 | 20 oktober | D.C. United | 3 – 2 (n.v.) | LA Galaxy | Foxboro Stadium, Foxborough, MA | 34.643 |
| 1997    | 26 oktober  | D.C. United (2)          | 2 – 1              | Colorado Rapids        | RFK Memorial Stadium, Washington D.C.       | 57.431 |      |            |             |              |           |                                 |        |
| 1998    | 25 oktober  | Chicago Fire             | 2 – 0              | D.C. United            | Rose Bowl, Pasadena, CA                     | 51.350 |      |            |             |              |           |                                 |        |
| 1999    | 21 november | D.C. United (3)          | 0 – 0              | LA Galaxy              | Foxboro Stadium, Foxborough, MA             | 44.910 |      |            |             |              |           |                                 |        |
| 2000    | 15 oktober  | Kansas City Wizards      | 1 – 0              | Chicago Fire           | RFK Memorial Stadium, Washington D.C.       | 39.159 |      |            |             |              |           |                                 |        |
| 2001    | 21 oktober  | San Jose Earthquakes     | 3 – 1 (n.v.)       | LA Galaxy              | Crew Stadium, Columbus, OH                  | 21.626 |      |            |             |              |           |                                 |        |
| 2002    | 20 oktober  | LA Galaxy                | 1 – 0 (n.v.)       | New England Revolution | Gillette Stadium, Foxborough, MA            | 61.316 |      |            |             |              |           |                                 |        |
| 2003    | 23 november | San Jose Earthquakes (2) | 4 – 2              | Chicago Fire           | Home Depot Center, Carson, CA               | 27.000 |      |            |             |              |           |                                 |        |
| 2004    | 14 november | D.C. United (4)          | 3 – 2              | Kansas City Wizards    | Home Depot Center, Carson, CA               | 25.797 |      |            |             |              |           |                                 |        |
| 2005    | 13 november | LA Galaxy (2)            | 1 – 0              | New England Revolution | Pizza Hut Park, Frisco, TX                  | 21.193 |      |            |             |              |           |                                 |        |
| 2006    | 12 november | Houston Dynamo           | 1 – 1 (4 – 3 n.s.) | New England Revolution | Pizza Hut Park, Frisco, TX                  | 22.427 |      |            |             |              |           |                                 |        |
| 2007    | 18 november | Houston Dynamo (2)       | 2 – 1              | New England Revolution | RFK Memorial Stadium, Washington D.C.       | 39.859 |      |            |             |              |           |                                 |        |
| 2008    | 23 november | Columbus Crew            | 3 – 1              | New York Red Bulls     | Home Depot Center, Carson, CA               | 27.000 |      |            |             |              |           |                                 |        |
| 2009    | 22 november | Real Salt Lake           | 1 – 1 (5 – 4 n.s.) | LA Galaxy              | Qwest Field, Seattle, WA                    | 46.011 |      |            |             |              |           |                                 |        |
| 2010    | 21 november | Colorado Rapids          | 2 – 1              | Dallas                 | BMO Field, Toronto, ON                      | 21.700 |      |            |             |              |           |                                 |        |
| 2011    | 20 november | LA Galaxy (3)            | 1 – 0              | Houston Dynamo         | Home Depot Center, Carson, CA               | 30.281 |      |            |             |              |           |                                 |        |
| 2012    | 1 december  | LA Galaxy (4)            | 3 – 1              | Houston Dynamo         | Home Depot Center, Carson, CA               | 30.510 |      |            |             |              |           |                                 |        |
| 2013    | 7 december  | Sporting Kansas City (2) | 1 – 1 (7 – 6 n.s.) | Real Salt Lake         | Sporting Park, Kansas City, KS              | 21.650 |      |            |             |              |           |                                 |        |
| 2014    | 7 december  | LA Galaxy (5)            | 2 – 1              | New England Revolution | StubHub Center, Carson, CA                  | 27.000 |      |            |             |              |           |                                 |        |
| 2015    | 6 december  | Portland Timbers         | 2 – 1              | Columbus Crew          | Mapfre Stadium, Columbus, OH                | 21.747 |      |            |             |              |           |                                 |        |
| 2016    | 10 december | Seattle Sounders         | 0 – 0 (5 – 4 n.s.) | Toronto                | BMO Field, Toronto, ON                      | 36.045 |      |            |             |              |           |                                 |        |
| 2017    | 9 december  | Toronto                  | 2 – 0              | Seattle Sounders       | BMO Field, Toronto, ON                      | 30.584 |      |            |             |              |           |                                 |        |
| 2018    | 8 december  | Atlanta United           | 2 – 0              | Portland Timbers       | Mercedes-Benz Stadium, Atlanta, GA          | 73.019 |      |            |             |              |           |                                 |        |
| 2019    | 10 november | Seattle Sounders (2)     | 3 – 1              | Toronto                | CenturyLink Field, Seattle, WA              | 69.274 |      |            |             |              |           |                                 |        |
| 2020    | 12 december | Columbus Crew (2)        | 3 – 0              | Seattle Sounders       | Mapfre Stadium, Columbus, OH                | 1.500  |      |            |             |              |           |                                 |        |
| 2021    | 11 december | New York City            | 1 – 1 (4 – 2 n.s.) | Portland Timbers       | Providence Park, Portland, OR               | 25.218 |      |            |             |              |           |                                 |        |
| 2022    | 5 november  | Los Angeles              | 3 – 3 (3 – 0 n.s.) | Philadelphia Union     | Banc of California Stadium, Los Angeles, CA | 22.384 |      |            |             |              |           |                                 |        |
| 2023    | 9 december  | Columbus Crew (3)        | 2 – 1              | Los Angeles            | Lower.com Field, Columbus, OH               | 20.802 |      |            |             |              |           |                                 |        |
| 2024    | 7 december  | LA Galaxy (6)            | 2 – 1              | New York Red Bulls     | Dignity Health Sports Park, Carson, CA      | 26.812 |      |            |             |              |           |                                 |        |
| 2025    |             |                          | –                  |                        |                                             |        |      |            |             |              |           |                                 |        |

## Statistieken

### Aantal titels per club
| Team                   | K. | Jaren kampioen                     | R. | Jaren runner-up              |
| ---------------------- | -- | ---------------------------------- | -- | ---------------------------- |
| LA Galaxy              | 6  | 2002, 2005, 2011, 2012, 2014, 2024 | 4  | 1996, 1999, 2001, 2009       |
| D.C. United            | 4  | 1996, 1997, 1999, 2004             | 1  | 1998                         |
| Columbus Crew          | 3  | 2008, 2020, 2023                   | 1  | 2015                         |
| Houston Dynamo         | 2  | 2006, 2007                         | 2  | 2011, 2012                   |
| Seattle Sounders       | 2  | 2016, 2019                         | 2  | 2017, 2020                   |
| Sporting Kansas City   | 2  | 2000, 2013                         | 1  | 2004                         |
| San Jose Earthquakes   | 2  | 2001, 2003                         | 0  |                              |
| Chicago Fire           | 1  | 1998                               | 2  | 2000, 2003                   |
| Portland Timbers       | 1  | 2015                               | 2  | 2018, 2021                   |
| Toronto                | 1  | 2017                               | 2  | 2016, 2019                   |
| Real Salt Lake         | 1  | 2009                               | 1  | 2013                         |
| Colorado Rapids        | 1  | 2010                               | 1  | 1997                         |
| Los Angeles            | 1  | 2022                               | 1  | 2023                         |
| Atlanta United         | 1  | 2018                               | 0  |                              |
| New York City          | 1  | 2021                               | 0  |                              |
| New England Revolution | 0  |                                    | 5  | 2002, 2005, 2006, 2007, 2014 |
| New York Red Bulls     | 0  |                                    | 2  | 2008, 2024                   |
| Dallas                 | 0  |                                    | 1  | 2010                         |
| Philadelphia Union     | 0  |                                    | 1  | 2022                         |

1996 · 1997 · 1998 · 1999 · 2000 · 2001 · 2002 · 2003 · 2004 · 2005 · 2006 · 2007 · 2008 · 2009 · 2010 · 2011 · 2012 · 2013 · 2014 · 2015 · 2016 · 2017 · 2018 · 2019